# Fröttmaning (metrostation)
Fröttmaning is een metrostation in de wijk Freimann van de Duitse stad München. Het station werd geopend op 30 juni 1994 en wordt bediend door lijn U6 van de metro van München.